# Włodzimierz Blajerski
Włodzimierz Jan Blajerski (ur. 31 stycznia 1950 w Lublinie) – polski polityk, prawnik, prokurator, poseł na Sejm I kadencji, były wiceminister spraw wewnętrznych.

## Życiorys
Ukończył w 1974 studia na Wydziale Prawa i Administracji Uniwersytetu Marii Curie-Skłodowskiej w Lublinie. Do 1980 był asesorem sądowym, następnie podjął pracę jako radca prawny. W 1980 wstąpił do „Solidarności”. Po 13 grudnia 1981 działał w podziemiu, został aresztowany we wrześniu 1983, uzyskał zwolnienie na mocy amnestii w lipcu 1984.
Pełnił funkcję posła I kadencji wybranego z listy ogólnopolskiej kandydatów w okręgu lubelskim z ramienia Wyborczej Akcji Katolickiej. Należał do Zjednoczenia Chrześcijańsko-Narodowego. W latach 1992–1993 był wiceministrem spraw wewnętrznych w rządzie Hanny Suchockiej. W czerwcu 1993 złożył dymisję i podjął pracę w prokuraturze. Kierował Prokuraturą Apelacyjną w Lublinie. W rządzie Jerzego Buzka objął stanowisko prokuratora krajowego. W 2004 przeszedł w stan spoczynku.
Od 2001 pełnił funkcję wiceprezesa Polskiego Czerwonego Krzyża, w 2010 stanął na czele Sądu Organizacyjnego PCK.
W wyborach prezydenckich w 2010 poparł kandydaturę Marka Jurka i wszedł w skład jego społecznego komitetu poparcia.
Odznaczony Srebrnym Krzyżem Zasługi (2000), Krzyżem Wolności i Solidarności (2017) oraz Krzyżem Komandorskim Orderu Odrodzenia Polski.